# Dasygaster epundoides
Dasygaster epundoides là một loài bướm đêm trong họ Noctuidae.